# Rush! (musikalbum)
Rush! är den italienska gruppen Måneskins tredje studioalbum. Albumet släpptes den 20 januari 2023 genom skivbolaget Epic Records. Från albumet släpptes singlarna "Mammamia", Supermodel", "The Loneliest", "Gossip" och "Baby Said". Albumet släpptes i en nyutgåva den 10 november med namnet Rush! (Are U Coming?). Den svenska producenten Max Martin har varit med och producerat albumet.

## Låtlista
Rush! Låtlista
| Nr  | Titel                      | Längd |
| --- | -------------------------- | ----- |
| 1.  | "Own My Mind"              | 3:11  |
| 2.  | "Gossip" (med Tom Morello) | 2:48  |
| 3.  | "Timezone"                 | 2:59  |
| 4.  | "Bla Bla Bla"              | 3:04  |
| 5.  | "Baby Said"                | 2:44  |
| 6.  | "Gasoline"                 | 3:41  |
| 7.  | "Feel"                     | 2:47  |
| 8.  | "Don't Wanna Sleep"        | 2:36  |
| 9.  | "Kool Kids"                | 2:43  |
| 10. | "If Not For You"           | 3:14  |
| 11. | "Read Your Diary"          | 2:30  |
| 12. | "Mark Chapman"             | 3:40  |
| 13. | "La fine"                  | 3:20  |
| 14. | "Il dono della vita"       | 3:44  |
| 15. | "Mammamia"                 | 3:06  |
| 16. | "Supermodel"               | 2:28  |
| 17. | "The Loneliest"            | 4:07  |

Rush! (Are U Coming?) Extraspår nyutgåva. 
| Nr | Titel                 | Längd |
| -- | --------------------- | ----- |
| 1. | Honey (Are U Coming?) | 2:47  |
| 2. | Valentine             | 3:37  |
| 3. | Off My Face           | 2:30  |
| 4. | The Driver            | 3:08  |
| 5. | Trastevere            | 3:02  |